# Ochotnoje (Kaliningrad, Slawsk)
Ochotnoje (russisch Охотное, deutsch Liedemeiten, 1938 bis 1945 Gerhardsweide, litauisch Lydimaičiai) ist ein Ort in der russischen Oblast Kaliningrad. Er gehört zur kommunalen Selbstverwaltungseinheit Stadtkreis Slawsk im Rajon Slawsk.

## Geographische Lage
Ochotnoje liegt 14 Kilometer südwestlich der Kreisstadt Slawsk (Heinrichswalde) und sechs Kilometer nordwestlich von Bolschakowo an einer Nebenstraße, die von Bolschakowo nach Gastellowo (Groß Friedrichsdorf) führt. Bolschakowo ist auch die nächste Bahnstation und liegt an der Bahnstrecke Kaliningrad–Sowetsk (Königsberg–Tilsit).

## Geschichte
Das Bild des seinerzeit recht kleinen ostpreußische Dorfes Liedemeiten war geprägt von einem Sägewerk und einer Windmühle, beides wirtschaftlich wichtige Faktoren für das Leben der Bevölkerung. Als im Jahre 1874 der Amtsbezirk Osseningken (ab 1931: Grünau, russisch: Ossinowka, nicht mehr existent) entstand, wurde Liedemeiten diesem zugeordnet und gehörte so – auch nach der Umbenennung in „Amtsbezirk Grünau“ im Jahre 1931 – bis 1945 zum Kreis Niederung (der ab 1938 „Kreis Elchniederung“ hieß) im Regierungsbezirk Gumbinnen der preußischen Provinz Ostpreußen. Am 3. Juni – amtlich bestätigt am 16. Juli – im Jahre 1938 erhielt Liedemeiten die Umbenennung in „Gerhardsweide“, und das aus rein politisch-ideologischen Gründen der Vermeidung fremdländisch klingender Ortsnamen.
In Kriegsfolge kam der Ort 1945 mit dem nördlichen Ostpreußen zur Sowjetunion. Er erhielt im Jahr 1947 die russische Bezeichnung „Ochotnoje“ und wurde gleichzeitig dem Dorfsowjet Bolschakowski selski Sowet im Rajon Bolschakowo zugeordnet. Seit 1963 gehört Ochotnoje zum Rajon Slawsk. Vor 1975 wechselte der nach dem Zweiten Weltkrieg erweiterte Ort in den Gastellowski selski Sowet. Von 2008 bis 2015 gehörte Ochotnoje zur Landgemeinde Bolschakowskoje selskoje posselenije und seither zum Stadtkreis Slawsk.

### Einwohnerentwicklung
| Jahr | Einwohner |
| ---- | --------- |
| 1910 | 235       |
| 1933 | 222       |
| 1939 | 202       |
| 2002 | 714       |
| 2010 | 684       |

## Kirche
Bis 1945 war die mehrheitlich evangelische Bevölkerung Liedemeitens resp. Gerhardsweides in das Kirchspiel der Kirche Skaisgirren mit Pfarrsitz in Groß Skaisgirren (1938 bis 1946: Kreuzingen, jetzt russisch: Bolschakowo) eingepfarrt und gehörte so zum Niederung (Elchniederung) innerhalb der Kirchenprovinz Ostpreußen der Kirche der Altpreußischen Union. Auch heute liegt Ochotnoje wieder im kirchlichen Einzugsgebiet Bolschakowos, wo sich in den 1990er Jahren eine neue evangelisch-lutherische Gemeinde gebildet hat. Sie ist eine Filialgemeinde in der Kirchenregion der Salzburger Kirche in Gussew (Gumbinnen) innerhalb der Propstei Kaliningrad der Evangelisch-lutherischen Kirche Europäisches Russland.